# Râul Săliște, Hășdate
Râul Săliște este un afluent al râului Hășdate.